# Eurispa nigripes
Eurispa nigripes es una especie de insecto coleóptero de la familia Chrysomelidae.
Fue descrita científicamente en 1892 por Blackburn.